# 이강한
이강한(2000년 4월 7일 ~ )는 대한민국의 축구 선수로, 포지션은 공격형 미드필더이다. 현재 충북 청주 FC 소속이다.